# 中丸和伯
中丸 和伯（なかまる かずのり、1931年3月3日 – 1982年1月25日）は日本の歴史学者。

## 略歴
神奈川県生まれ。1953年に東京教育大学理学部地学科を、1955年に同大学文学部史学科をそれぞれ卒業し、1961年に同大学大学院文学研究科博士課程を修了。1977年に「後北条氏の歴史地理的研究」により、東京教育大学から文学博士の学位を授与される。
相模工業大学教授、東日本学園大学理事。